# Xanthorhoe interpositaria
Xanthorhoe interpositaria là một loài bướm đêm trong họ Geometridae.